# Dwekh Nawsha
Dwekh Nawsha (sirski: ܕܒ݂ܝܚ ܢܦ̮ܫܐ ; na hrvatskom: "ona koji se žrtvuje"), kršćanska vojna organizacija stvorena lipnja 2014. godine radi obrane iračkih Asiraca od Islamske države Iraka i Levanta (ISIL-a), i ako je moguće vrate nazad svoje zemlje trenutno pod nadzorom ISIL-a. Milicija brani kršćanske gradove u Ninivskoj provinciji u povijesnoj regiji Asiriji.
Dwekh Nawsha djeluje u suradnji s regionalnim i međunarodnim sigurnosnim snagama.
Usprkos činjenici što ih vodi Asirijska domoljubna stranka, većina pripadnika milicije nisu pripadnici stranke. Nekoliko inozemnih kršćanskih boraca pridružilo se Dwekh Nawshi; to su Amerikanci, Francuzi, Britanci i Australci-
Matthew VanDyke (Međunarodni sinovi slobode  ), savjetnik za borbe, koji je prethodno uvježbavao Zaštitne postrojbe Ninivske ravnice, najavio je jeseni 2015. da će trenirati Dwekh Nawshu u borbi protiv ISIL-a.